# Aubigné (Ille-et-Vilaine)
Aubigné (bret. Elvinieg) – miejscowość i gmina we Francji, w regionie Bretania, w departamencie Ille-et-Vilaine.
Według danych na rok 1990 gminę zamieszkiwało 237 osób, a gęstość zaludnienia wynosiła 108 osób/km² (wśród 1269 gmin Bretanii Aubigné plasuje się na 976. miejscu pod względem liczby ludności, natomiast pod względem powierzchni na miejscu 1088.).